# Ecuación de Taylor-Goldstein
La ecuación de Taylor-Goldstein es una ecuación diferencial ordinaria utilizada en los campos de la dinámica de fluidos geofísicos y, más generalmente, en la dinámica de fluidos en presencia de flujos cuasi-2D. Describe la dinámica de la inestabilidad de Kelvin-Helmholtz, sujeta a las fuerzas de flotación, por ejemplo, la gravedad, para fluidos estratificados de forma estable en el límite sin disipación. Más generalmente, la dinámica de las ondas internas en presencia de una estratificación continua de la densidad y del flujo de cizallamiento. La ecuación de Taylor-Goldstein se deriva de las  ecuaciones de Euler en dos dimensiones, usando la aproximación de Boussinesq.
La ecuación lleva el nombre de G.I. Taylor y S. Goldstein, quienes derivaron la ecuación independientemente uno del otro en 1931. La tercera derivación independiente, también en 1931, fue hecha por B. Haurwitz.

## Formulación

Un diagrama esquemático del estado base del sistema. El flujo bajo investigación representa una pequeña perturbación lejos de este estado. Mientras que el estado base es paralelo, la velocidad de perturbación tiene componentes en ambas direcciones

La ecuación se obtiene resolviendo una versión lineal izada de las ecuaciones de Navier-Stokes, en presencia de la gravedad {\displaystyle g} y un gradiente de densidad media (con gradiente-longitud {\displaystyle L_{\rho }}), para el campo de velocidad de perturbación.
{\displaystyle \mathbf {u} =\left[U(z)+u'(x,z,t),0,w'(x,z,t)\right],\,}
donde {\displaystyle (U(z),0,0)} es el flujo imperturbable o básico. La velocidad de perturbación tiene una solución similar a la de onda {\displaystyle \mathbf {u} '\propto \exp(i\alpha (x-ct))}.  Usando este conocimiento, y la representación de la función continua
para el flujo {\displaystyle u_{x}'=d=tilde\phi /dz,u_{z}'=-i\alpha {\tilde {\phi }}}, se obtiene la siguiente forma dimensional de la ecuación de Taylor-Goldstein: 
{\displaystyle (U-c)^{2}\left({d^{2}{\tilde {\phi }} \over dz^{2}}-\alpha ^{2}{\tilde {\phi }}\right)+\left[N^{2}-(U-c){d^{2}U \over dz^{2}}\right]{\tilde {\phi }}=0,}
donde {\displaystyle N={\sqrt {g \over L_{\rho }}}} expresa la frecuencia de Brunt-Väisälä. El parámetro valor propio del problema es {\displaystyle c}. Si la parte imaginaria de la velocidad de fase es positiva, entonces el flujo es inestable, y la pequeña perturbación introducida en el sistema se amplifica en el tiempo.
Nótese que con un número imaginario la frecuencia de Brunt-Väisälä {\displaystyle N} da como resultado un flujo siempre inestable. Esta inestabilidad se conoce como inestabilidad de Rayleigh-Taylor.

## Condiciones de contorno antideslizante
Las condiciones de contorno relevantes son, en el caso de las condiciones de contorno  antideslizante en la parte superior e inferior del canal {\displaystyle z=z_{1}} y {\displaystyle z=z_{2}:}.
{\displaystyle \alpha {\tilde {\phi }}={d{\tilde {\phi }} \over dz}=0\quad {\text{ en }}z=z_{1}{\text{ y }}z=z_{2}.}